# Vignemale
Vignemale este un munte cu înălțimi între 2000 și 3000 de m, din masivul Pirinei. Cel mai înalt vârf al lui fiind „Pique-Longue” ( 3.298 m), acesta este situat pe lanțul muntos de la granița cu Spania, dintre localitatea Huesca în nord (Region Aragón) și „ Commune de Cauterets” din departamentul francez Hautes-Pyrénées.

## Urcare - Trasee
Muntele poate fi urcat pe ruta normală cu punctul de popas „Refuge de Bayssellance” (2.651 m). De aici se urmăește drumul turistic spre est, care se continuă printr-o pantă ce coboară la (ca. 2.520 m), de aici se continuă drumul spre sud cu HRP și GR 10, de-a lungul pârâului ghețarului Ossoue. De aici este necesar echipamentul alpin pentru gheață spre marginea sudică a lui „Crête Montferrat”. După traversarea ghețarului Ossoue, urmează o parte de cățărat de spre vârf (timp ca. 3 ore de la „Réfuge de Bayssellance”). De pe pisc se poate vedea spre est culmea munților Cirque de Gavarnie și al masivului Monte Perdido, spre vest „Balaïtous” și „Pic du Midi d'Ossau”, iar spre nord „ Massiv de Néouvielle” și regiunea de șes franceză.